# Alpensia Resort

Alpensia bildet das Zentrum der Olympiaregion in Gangwon.

Das Alpensia Resort ist ein Wintersportgebiet in Südkorea. Es befindet sich in Daegwallyeong-myeon, Pyeongchang, Gangwon-do. Bei den Olympischen Winterspielen 2018 wurde das Resort für mehrere Outdoor-Sportarten genutzt.
Das Resort ist ungefähr 2,5 Stunden von den Flughäfen in Seoul oder Incheon entfernt. Die Strecke verläuft mehrheitlich auf Autobahnen. Drei- oder viermal täglich verkehren violette Skishuttles ins Alpensia Resort.

## Infrastruktur

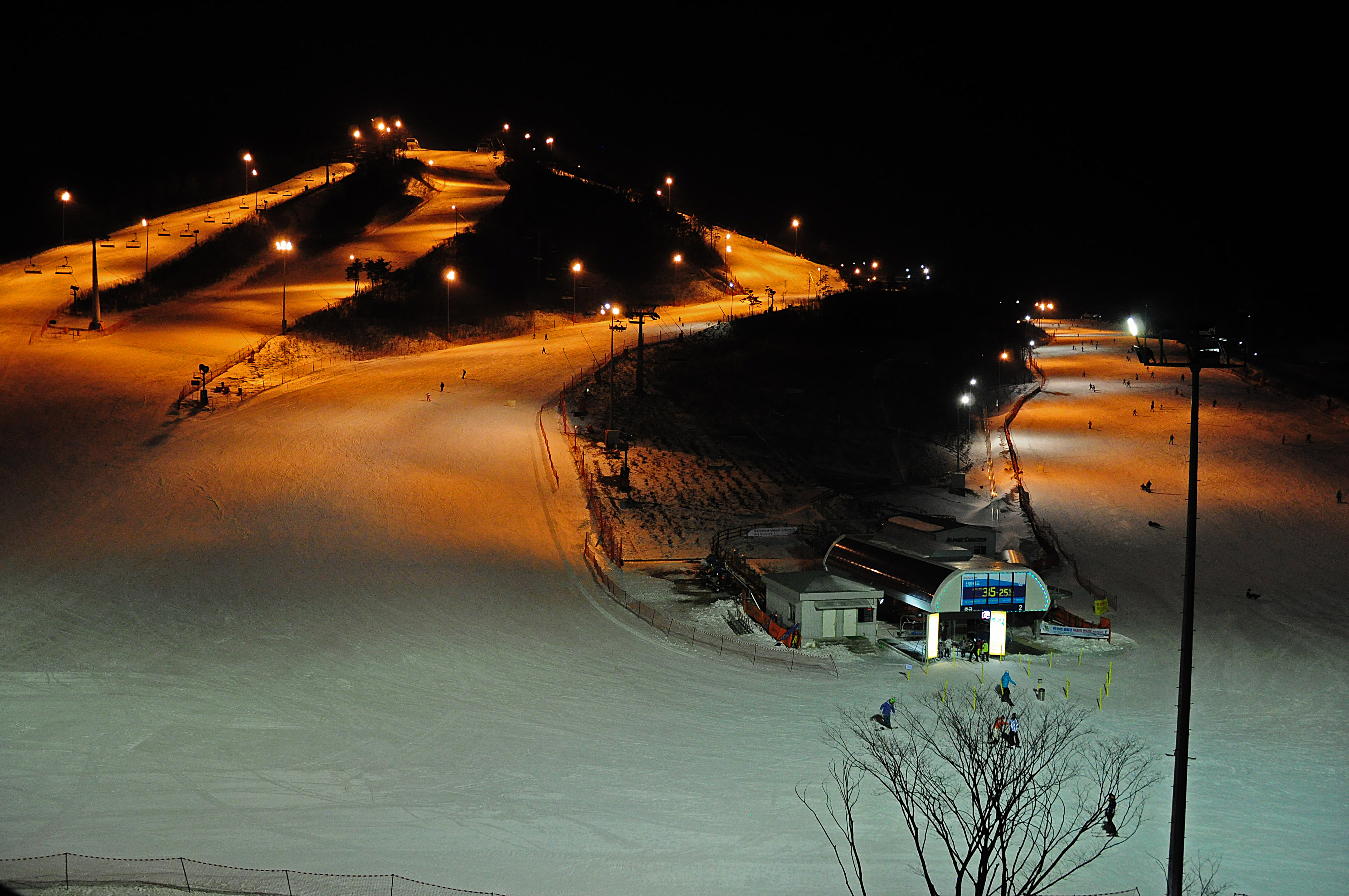
Nachtskifahren im Alpensia Resort

Alpensia hat sechs Pisten für Skifahrer und Snowboarder. Die Skipisten sind bis zu 1,4 Kilometer lang, mit Pisten für Anfänger und Fortgeschrittene sowie einem eigenen Bereich für Snowboarder. Das Resort ist ganzjährig geöffnet. In der Nebensaison wird der untere Bereich der Pisten in einen Blumengarten verwandelt.
Die Pisten sind nach dem internationalen Buchstabieralphabet benannt: Alpha, Bravo, Charlie, Delta, Echo und Foxtrot. Sie schließen zwischen 16.30 Uhr und 18.30 Uhr für die Instandhaltungsarbeiten. Zwischen 18.30 Uhr und 22 Uhr ist Nachtskifahren möglich.
Von Alpensia gelangt man im Auto in fünf bis zehn Minuten zum Yongpyong Ski Resort, einem größeren Wintersportgebiet.
Im Dorf des Alpensia Resorts bieten drei große Hotelketten Unterkünfte an: InterContinental Hotels Group, Holiday Inn und Holiday Inn Suites.

## Geschichte
Die Entscheidung, Alpensia zu bauen, fiel 2003, als sich die Gangwon-Provinz für die Olympischen Winterspiele 2010 beworben hatte. Das Resort wurde auf früherem Landwirtschaftsland und Kartoffelfeldern angelegt. 2011 war die Bebauung vollendet.
2013 war das Alpensia Resort einer der Austragungsorte der Special-Olympics-Winterspiele in Pyeongchang.

## Olympische Winterspiele 2018

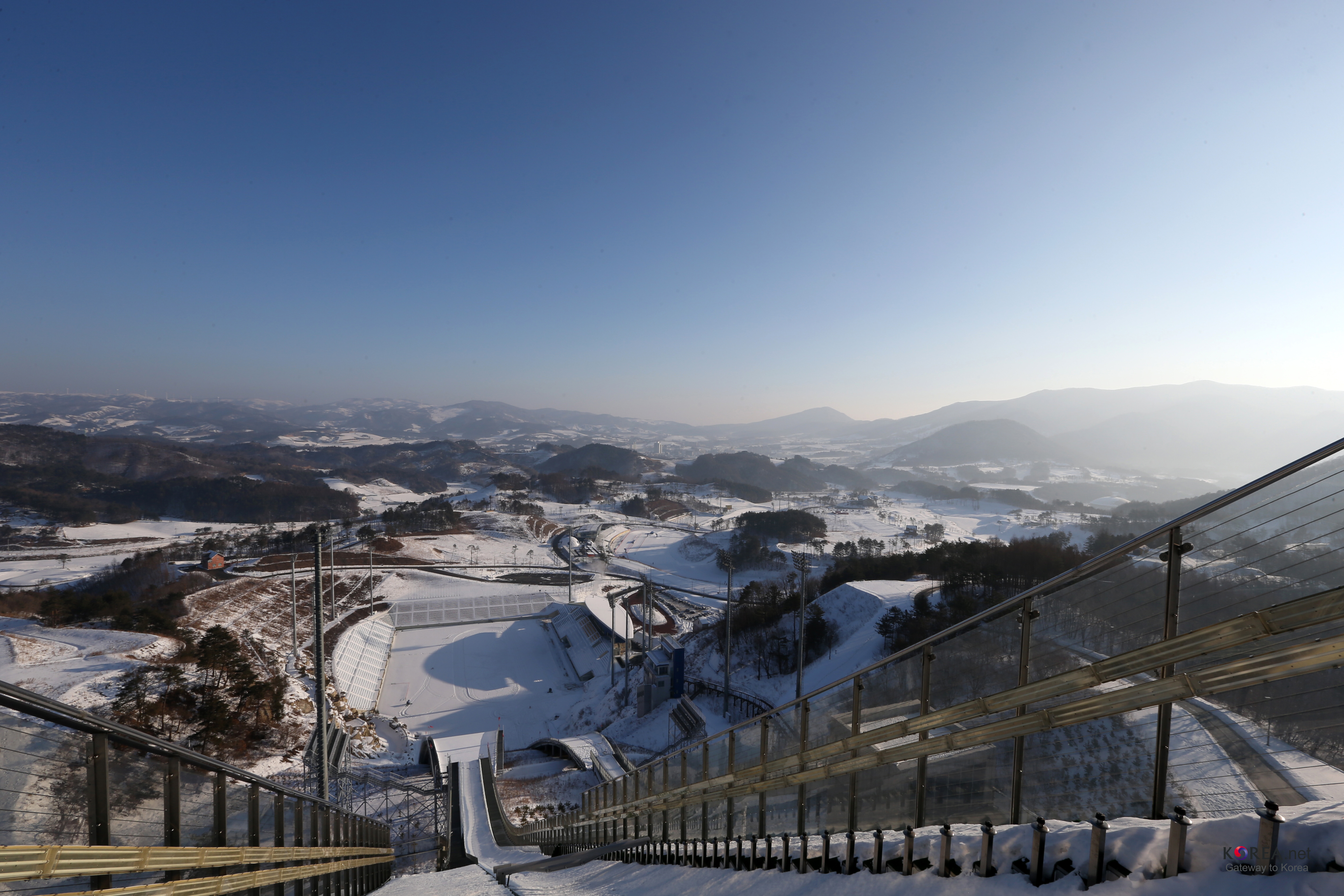
Blick von der Skisprungschanze (2013)

Folgende Wettkampfstätten stehen bereit:
- Alpensia Jumping Park – Skispringen, Nordische Kombination
- Alpensia Biathlon Centre – Biathlon
- Alpensia Cross-Country Skiing Centre – Skilanglauf, Nordische Kombination
- Alpensia Sliding Centre – Rodeln, Bob und Skeleton

Zudem verfügt Alpensia über ein Olympisches Dorf. Im nahegelegenen Yongpyong Ski Resort wurden die technischen Disziplinen im Ski Alpin (Slalom, Riesenslalom und der Mannschaftswettbewerb) ausgetragen. In einer neuen Konzerthalle im Resort fanden während der Spiele Kulturveranstaltungen statt.
Kurz nach den Olympischen Spielen fanden an den Wettkampfstätten auch die entsprechenden Wettbewerbe der Winter-Paralympics 2018 statt.

## Finanzielle Probleme
2012 wurde bekannt, dass das Alpensia Resort von einem Bankrott bedroht sei, weil sich Verluste von jährlich 55 Millionen US-Dollar angehäuft haben. Obwohl Kim Jin-sun vom Organisationskomitee der Olympischen Winterspiele 2018 (POCOG) dies im Januar 2013 dementiert hatte, hatte sich die finanzielle Lage bis September 2013 nicht verbessert. Einige Kongressmitglieder von Gangwon befürworteten den Verkauf Alpensias, bevor es zu spät sei. Andere sprachen sich dafür aus, entweder die Regierung um finanzielle Unterstützung zu bitten oder auf die Austragung der Olympischen Winterspiele in Pyeongchang zu verzichten.